# Vriesea kautskyana
Vriesea kautskyana là một loài thuộc chi Vriesea. Đây là loài đặc hữu của Brasil.